# Бай і батрак
«Бай і батрак» — радянський чорно-білий художній фільм 1953 року, знятий режисерами Латіфом Файзієвим, Олександром Гінцбургом на Ташкентській кіностудії.

## Сюжет
За однойменною п'єсою узбецького поета, драматурга і композитора Хамзи Хакім-заде Ніязі. Критикуючи феодальний побут, баїв, духовенство і царських чиновників, фільм показує пробудження класової свідомості у трудящих узбеків.

## У ролях
- Шукур Бурханов — Гафур, батрак (озвучив Володимир Соловйов)
- Сара Ішантураєва — Джаміля, дружина Гафура (озвучила Яніна Жеймо)
- Набі Рахімов — Олексій
- Гані Агзамов — Домла Імам
- Марьям Якубова — Хонзода, друга дружина бая (озвучила Олена Єгорова)
- Яйра Абдулаєва — Гулбахор, третя дружина бая
- Обід Джалілов — Саліхбай
- Лутфулла Назруллаєв — Холмат, слуга бая
- Заміра Хідоятова — Рахімахола, мати Джамілі
- Сагді Табібуллаєв — Елліг-баши, п'ятидесятник
- Зейнаб Садрієва — Пошшаойїм, перша дружина бая
- Амін Турдиєв — Кадиркул-Мінгбаши
- Шаріф Каюмов — друг Гафура
- Кудрат Ходжаєв — повітовий начальник
- Джура Таджиєв — епізод

## Знімальна група
- Режисери — Латіф Файзієв, Олександр Гінцбург
- Оператор — Микола Рядов
- Композитор — Муталієв Бурханов
- Художник — Валентин Синиченко